# Liste der Monuments historiques in Cléguer
Die Liste der Monuments historiques in Cléguer führt die Monuments historiques in der französischen Gemeinde Cléguer auf.

## Liste der Bauwerke
| Bezeichnung        | Beschreibung | Standort             | Kennzeichnung | Schutzstatus | Datum | Bild           |
| ------------------ | ------------ | -------------------- | ------------- | ------------ | ----- | -------------- |
| Kapelle St-Guénaël |              | Saint-Guénaël (Lage) | PA00091157    | Inscrit      | 1973  | weitere Bilder |

## Liste der Objekte
- Monuments historiques (Objekte) in Cléguer in der Base Palissy des französischen Kultusministeriums